# Мрачните приключения на Били и Манди
„Мрачните приключения на Били и Манди“ (на английски: The Grim Adventures of Billy & Mandy) е анимационен сериал, по идея Максуел Атомс. Дебютира през 2001 г., като Грим и Зъл (2-та сериала Били и Манди и Зъл Кон Карне) по Картун Нетуърк. През 2003 г. „Били и Манди“ и „Зъл Кон Карне“ стават отделни сериали.
Главните герои са твърдоглавото момче Били, умното и цинично момиче  „Манди“ и скелетът магьосник Грим Рийпър. Други герои във филмчето са умния, но страхлив приятел на Били, Ъруин, който е 1/4 мумия, 1/4 вампир и 1/2 човек; Хос Делгадо, мускулест и дългокос мъж с оръжие на едната ръка, който се бори с духове, и Спърг, местния хулиган, който тормози всички. Те живеят в измислен град в Америка на име Ендсвил.
От третия сезон генерал Скар става герой и в Били и Манди, като съсед на Били. Направени са и 2 филма – "Billy and Mandy's Big Boogey Adventure" (30 март 2007 г.) и "Wrath of the Spider Queen" (6 юли 2007 г.).
През 2007 има нов сезон на сериала в чест на Хелоуин и на 11 ноември 2007 г. сериалът е прекъснат,заради смяна на управата и тогавашният президент е смятал,че анимацията оронва престижа на КН.През 2006 г. от "Midway Games" правят игра по сериала, който е само за конзоли. Били е озвучаван от Ричард Хорвитз, Грим и Спърг - от Грег Ийгълс, Манди - Грей ДеЛайл. Излъчва се и по канадският канал Телетун. Сериалът стартира на 21.09.2002 г. по Европейския CN.

## Ъндърфист
На 12 октомври 2008 г. е излъчен филм-пародия на сериала, наречен „Ъндърфист“, в който главните герои не са Грим, Били и Манди, а Ъруин, Хос Делгадо, Джеф Паякът, Фред Фредбургер и Генерал Скар. Някои от героите малко са се променили, например на Хос му е малко побеляла косата, а Скар има брада и мустаци.